# Геранёны
Геранёны (бел. Геранёны) — агрогородок в Ивьевском районе Гродненской области Белоруссии, известная по документам с 1403 года. Административный центр Геранёнского сельсовета.

## История
Сохранился инвентарь имения Геранёны-Субботники за 1619 года, который был напечатан в Литве на языке оригинала в сборнике документов «Инвентари Литвы XVII ст.» (Вильнюс, 1962). По записям инвентаря за 1773 год в местечке Геранёны было 39 христианских домов и 2 еврейских. Также у жителей местечка насчитывалось 20 лошадей. Суммарный годовой чинш составлял 168 злотых и 17 грошей

## Организации
- Геранёнская врачебная амбулатория[5] (головная организация: УЗ «Ивьевская центральная районная больница»[6])

## Культура
- Дом культуры

## Достопримечательности
- Городище периода позднего Средневековья (XV—XVII вв.) —  Историко-культурная ценность Республики Беларусь, шифр 413В000291
- Геранёнский замок XV—XVI вв., (принадлежал литовским магнатам Гаштольдам, построен был у деревни, ныне — руины[7]) —  Историко-культурная ценность Республики Беларусь, шифр 412Г000292
- Костёл Святого Николая[8] (1529) —  Историко-культурная ценность Республики Беларусь, шифр 412Г000293
- Часовня[9]
- Часовня придорожная (XIX в.)[10]
- Фольварок (бывшая усадьба) Корвин-Милевских (XIX в.)[11]
- Бывшая церковь[12]

### Утраченное наследие
- Усадьба Корвин-Милевских (XIX в.)
- Церковь

## Галерея

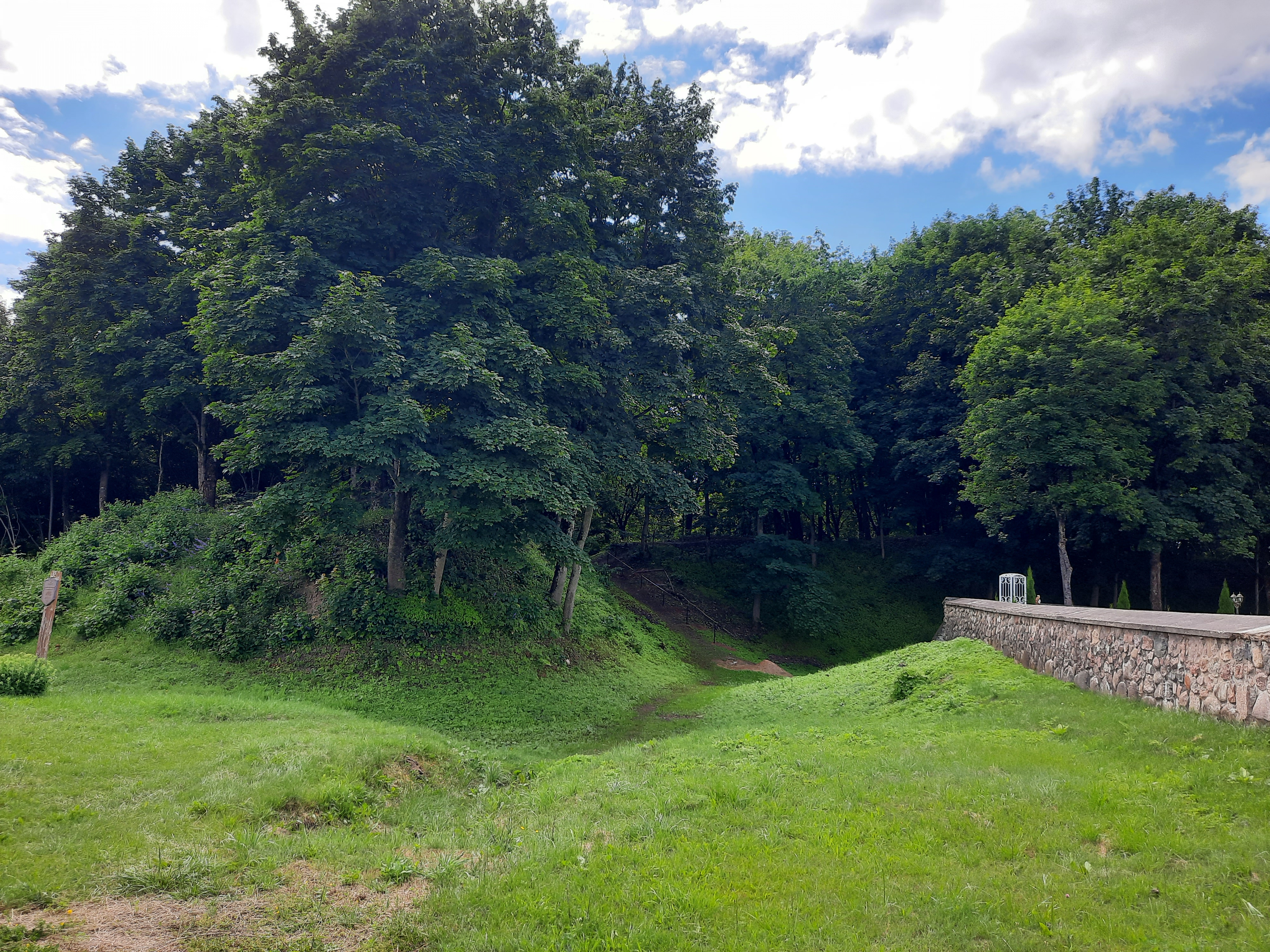
Руины Геранёнского замка
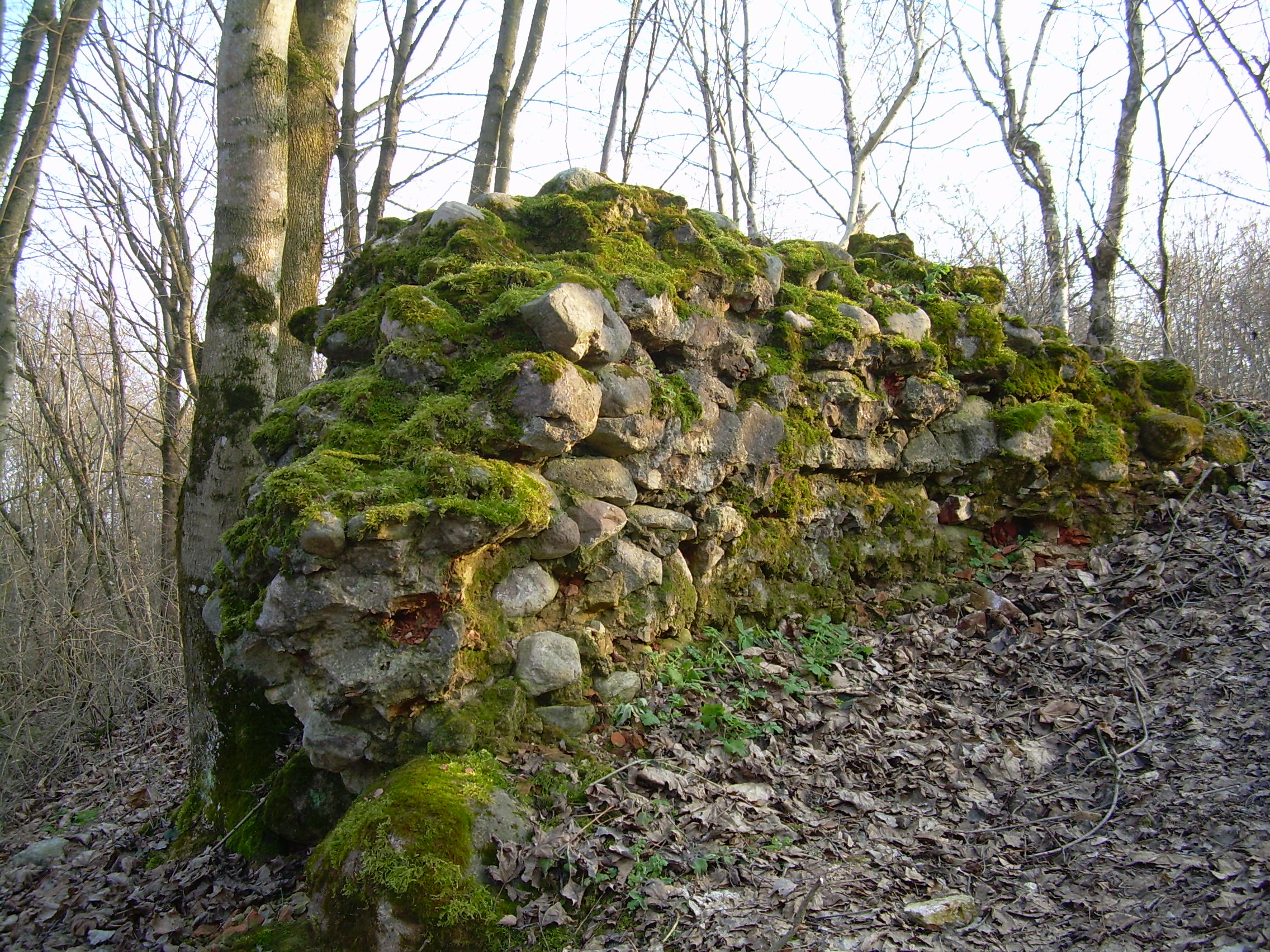
Руины Геранёнского замка
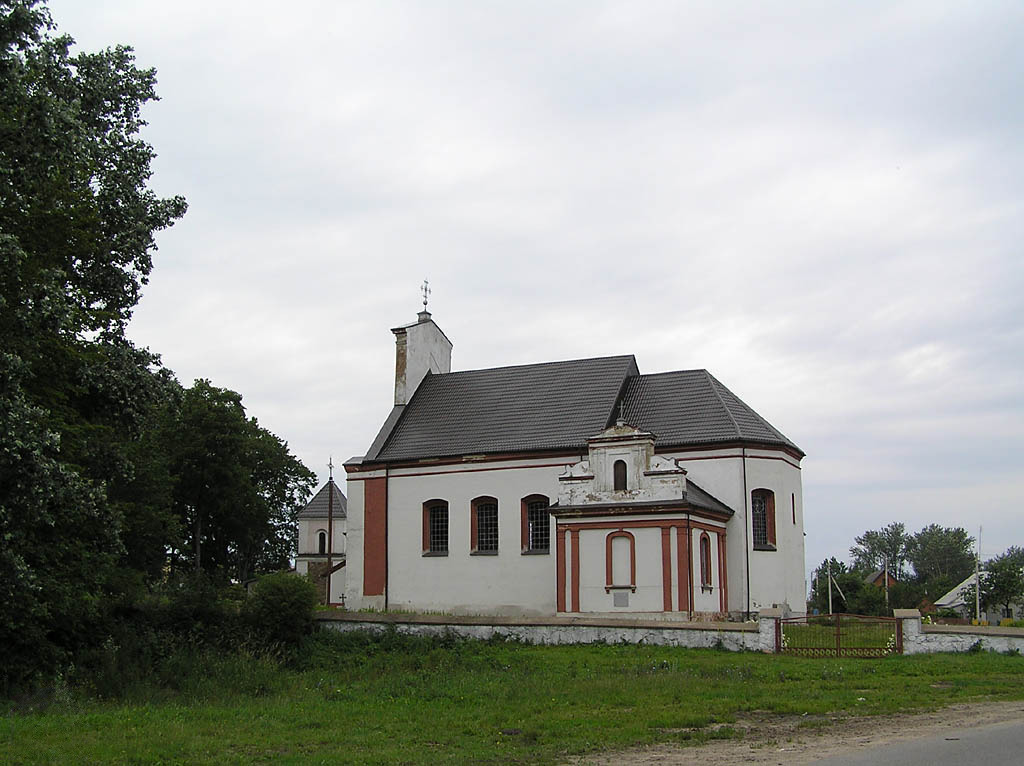
Николаевский костёл (1529, перестроен в 1770-е)
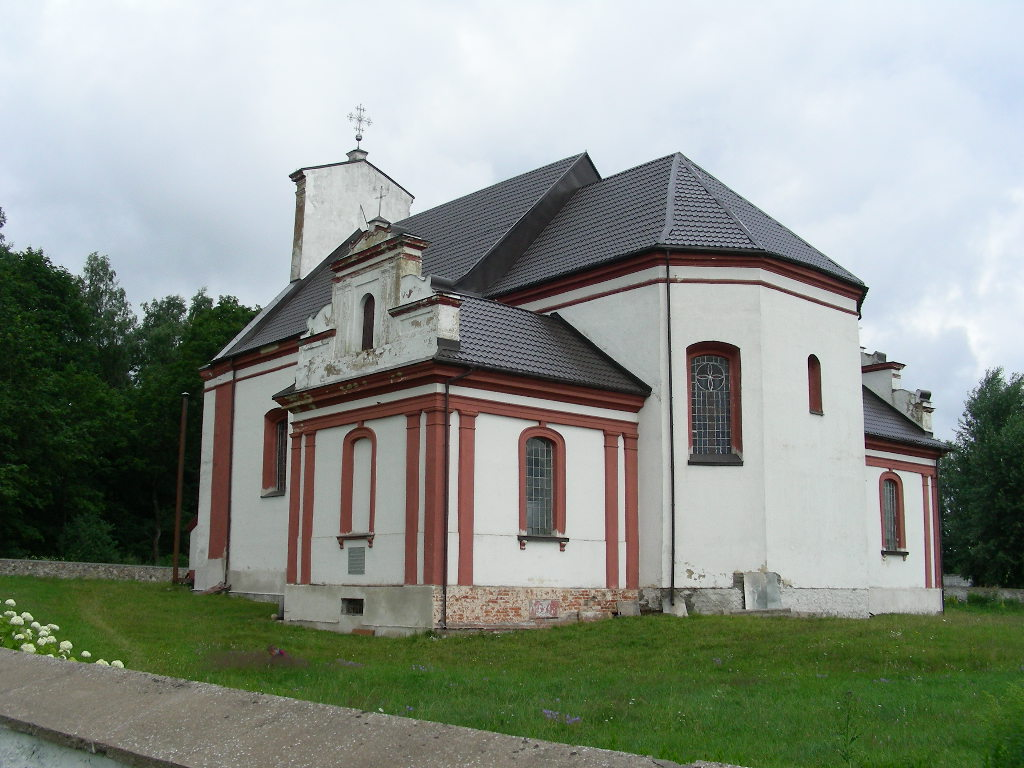